# أندريه كوستا
أندريه كوستا (بالفرنسية: André Costa)‏ هو صحفي ومؤرخ فرنسي، ولد في 7 سبتمبر 1926 في بروكسل في بلجيكا، وتوفي في 8 يونيو 2002 في Châtillon-sur-Seine ‏ في فرنسا.